# Agromyza abiens
Agromyza abiens este o specie de muște din genul Agromyza, familia Agromyzidae, descrisă de Zetterstedt în anul 1848.
Este endemică în Suedia. Conform Catalogue of Life specia Agromyza abiens nu are subspecii cunoscute.